# Ciepłowody
Ciepłowody (in tedesco Tepliwoda, dal 1936 al 1945 Lauenbrunn) è un comune rurale polacco del distretto di Ząbkowice Śląskie, nel voivodato della Bassa Slesia.
Ricopre una superficie di 77,53 km² e nel 2004 contava 3 211 abitanti.